# Elecciones regionales del Magdalena de 2023
Las elecciones regionales del Magdalena de 2023 se llevarán a cabo el domingo 29 de octubre de 2023 en el departamento del Magdalena, donde serán elegidos los siguientes cargos que tomarán posesión el 1 de enero de 2024 para un período de cuatro años:
- Al Gobernador del Magdalena quien funge como jefe administrativo del departamento.
- A los 13 diputados de la Asamblea Departamental del Magdalena.
- A los 30 alcaldes de cada uno de los municipios del departamento.
- A los 293 concejales de cada uno de los municipios del departamento.

## Candidatos oficializados a Gobernación
|  | 0.00 % |

|  | 0.00 % |

|  | 0.00 % |

|  | 0.00 % |

|  | 0.00 % |

|  | 0.00 % |

|  | 0.00 % |

|  | 0.00 % |

|  | 0.00 % |

|  | 0.00 % |

|  | 0.00 % |

## Asamblea Departamental del Magdalena
|  | 18.36 % |

|  | 14.36 % |

|  | 11.13 % |

|  | 11.09 % |

|  | 10.14 % |

|  | 7.96 % |

|  | 7.34 % |

|  | 4.96 % |

|  | 3.36 % |

|  | 11.24 % |

|  | 2.57 % |

|  | 13.45 % |

## Diputados Electos
| Diputado Electo               | Partido o Coalición | Votos |
| ----------------------------- | ------------------- | ----- |
| Alberto Mario Gutiérrez Uribe |                     |       |
| Yohan Alfonso Pinedo Paneta   |                     |       |
| Ángela María Cedeño Ruiz      |                     |       |
|                               |                     |       |
|                               |                     |       |
|                               |                     |       |
|                               |                     |       |
|                               |                     |       |
|                               |                     |       |
|                               |                     |       |
|                               |                     |       |
|                               |                     |       |
| G.S.C. Magdalena Tiene Futuro |                     |       |

## Candidaturas a alcaldía y concejo por municipio

### Algarrobo

#### Candidatos a alcaldía
|  | 0.00 % |

|  | 0.00 % |

|  | 0.00 % |

|  | 0.00 % |

|  | 0.00 % |

|  | 0.00 % |

|  | 0.00 % |

#### Concejo municipal
| Partido / Coalición / G.S.C.                                       | Tipo    | Candidato mayor votado | Votos | Porcentaje | Curules |
| ------------------------------------------------------------------ | ------- | ---------------------- | ----- | ---------- | ------- |
| Partido Liberal                                                    | Abierta |                        |       |            | 0/11    |
| Partido Alianza Verde                                              | Abierta |                        |       |            | 0/11    |
| Fuerza Ciudadana                                                   | Cerrada |                        |       |            | 0/11    |
| Partido Cambio Radical                                             | Abierta |                        |       |            | 0/11    |
| Partido de la Unión por la Gente                                   | Abierta |                        |       |            | 0/11    |
| Movimiento Alternativo Indígena y Social MAIS                      | Abierta |                        |       |            | 0/11    |
| Partido Centro Democrático                                         | Abierta |                        |       |            | 0/11    |
| Partido Colombia Humana                                            | Cerrada |                        |       |            | 0/11    |
| Partido Conservador                                                | Abierta |                        |       |            | 0/11    |
| Polo Democrático Alternativo                                       | Abierta |                        |       |            | 0/11    |
| Archivo:LogoDignidadyCompromiso2.png Partido Dignidad & Compromiso | Abierta |                        |       |            | 0/11    |
| Votos en blanco                                                    |         |                        |       |            |         |
| Votos nulos                                                        |         |                        |       |            |         |
| Tarjetas no marcadas                                               |         |                        |       |            |         |
| Total votos válidos                                                |         |                        |       |            |         |

     – Partidos que no superaron el umbral

##### Concejales electos
| Concejal Electo | Partido o Coalición | Votos |
| --------------- | ------------------- | ----- |
|                 |                     |       |
|                 |                     |       |
|                 |                     |       |
|                 |                     |       |
|                 |                     |       |
|                 |                     |       |
|                 |                     |       |
|                 |                     |       |
|                 |                     |       |
|                 |                     |       |
|                 |                     |       |

### Aracataca

#### Candidatos a alcaldía
|  | 0.00 % |

|  | 0.00 % |

|  | 0.00 % |

|  | 0.00 % |

|  | 0.00 % |

|  | 0.00 % |

|  | 0.00 % |

|  | 0.00 % |

|  | 0.00 % |

#### Concejo municipal
| Partido / Coalición / G.S.C.                                       | Tipo    | Candidato mayor votado | Votos | Porcentaje | Curules |
| ------------------------------------------------------------------ | ------- | ---------------------- | ----- | ---------- | ------- |
| Partido Todos Somos Colombia                                       | Cerrada |                        |       |            | 0/13    |
| Partido Centro Democrático                                         | Abierta |                        |       |            | 0/13    |
| Archivo:LogoDignidadyCompromiso2.png Partido Dignidad & Compromiso | Abierta |                        |       |            | 0/13    |
| Fuerza Ciudadana                                                   | Abierta |                        |       |            | 0/13    |
| Autoridades Indígenas de Colombia                                  | Abierta |                        |       |            | 0/13    |
| Partido Alianza Verde                                              | Abierta |                        |       |            | 0/13    |
| Partido Conservador Colombiano                                     | Abierta |                        |       |            | 0/13    |
| Movimiento Alternativo Indígena y Social MAIS                      | Abierta |                        |       |            | 0/13    |
| Partido de la Unión por la Gente                                   | Abierta |                        |       |            | 0/13    |
| Partido Ecologista Colombiano                                      | Abierta |                        |       |            | 0/13    |
| Partido Alianza Social Independiente                               | Abierta |                        |       |            | 0/13    |
| Partido Liberal Colombiano                                         | Abierta |                        |       |            | 0/13    |
| Partido Cambio Radical                                             | Abierta |                        |       |            | 0/13    |
| Votos en blanco                                                    |         |                        |       |            |         |
| Votos nulos                                                        |         |                        |       |            |         |
| Tarjetas no marcadas                                               |         |                        |       |            |         |
| Total votos válidos                                                |         |                        |       |            |         |

     – Partidos que no superaron el umbral

##### Concejales electos
| Concejal Electo | Partido o Coalición | Votos |
| --------------- | ------------------- | ----- |
|                 |                     |       |
|                 |                     |       |
|                 |                     |       |
|                 |                     |       |
|                 |                     |       |
|                 |                     |       |
|                 |                     |       |
|                 |                     |       |
|                 |                     |       |
|                 |                     |       |
|                 |                     |       |
|                 |                     |       |
|                 |                     |       |

### Ariguaní (El Difícil)

#### Candidatos a alcaldía
|  | 0.00 % |

|  | 0.00 % |

|  | 0.00 % |

|  | 0.00 % |

|  | 0.00 % |

|  | 0.00 % |

|  | 0.00 % |

|  | 0.00 % |

|  | 0.00 % |

#### Concejo municipal
| Partido / Coalición / G.S.C.         | Tipo    | Candidato mayor votado | Votos | Porcentaje | Curules |
| ------------------------------------ | ------- | ---------------------- | ----- | ---------- | ------- |
| Fuerza Ciudadana                     | Abierta |                        |       |            | 0/13    |
| Partido Conservador                  | Abierta |                        |       |            | 0/13    |
| Partido Centro Democrático           | Abierta |                        |       |            | 0/13    |
| Partido Alianza Verde                | Abierta |                        |       |            | 0/13    |
| Partido Alianza Social Independiente | Abierta |                        |       |            | 0/13    |
| Partido Liberal                      | Abierta |                        |       |            | 0/13    |
| Partido de la Unión por la Gente     | Abierta |                        |       |            | 0/13    |
| Partido Alianza Democrática Amplia   | Abierta |                        |       |            | 0/13    |
| Partido Todos Somos Colombia         | Abierta |                        |       |            | 0/13    |
| Partido Cambio Radical               | Abierta |                        |       |            | 0/13    |
| Partido Demócrata Colombiano         | Abierta |                        |       |            | 0/13    |
| Votos en blanco                      |         |                        |       |            |         |
| Votos nulos                          |         |                        |       |            |         |
| Tarjetas no marcadas                 |         |                        |       |            |         |
| Total votos válidos                  |         |                        |       |            |         |

     – Partidos que no superaron el umbral

##### Concejales electos
| Concejal Electo | Partido o Coalición | Votos |
| --------------- | ------------------- | ----- |
|                 |                     |       |
|                 |                     |       |
|                 |                     |       |
|                 |                     |       |
|                 |                     |       |
|                 |                     |       |
|                 |                     |       |
|                 |                     |       |
|                 |                     |       |
|                 |                     |       |
|                 |                     |       |
|                 |                     |       |
|                 |                     |       |

### Cerro de San Antonio

#### Candidatos a alcaldía
|  | 0.00 % |

|  | 0.00 % |

|  | 0.00 % |

|  | 0.00 % |

|  | 0.00 % |

|  | 0.00 % |

|  | 0.00 % |

|  | 0.00 % |

|  | 0.00 % |

#### Concejo municipal
| Partido / Coalición / G.S.C.         | Tipo    | Candidato mayor votado | Votos | Porcentaje | Curules |
| ------------------------------------ | ------- | ---------------------- | ----- | ---------- | ------- |
| Partido Alianza Democrática Amplia   | Abierta |                        |       |            | 0/9     |
| Partido Cambio Radical               | Abierta |                        |       |            | 0/9     |
| Partido de la Unión por la Gente     | Abierta |                        |       |            | 0/9     |
| Partido Colombia Humana              | Cerrada |                        |       |            | 0/9     |
| Partido En Marcha                    | Cerrada |                        |       |            | 0/9     |
| Partido Conservador Colombiano       | Abierta |                        |       |            | 0/9     |
| Fuerza Ciudadana                     | Abierta |                        |       |            | 0/9     |
| Partido Liberal                      | Abierta |                        |       |            | 0/9     |
| Partido Alianza Social Independiente | Abierta |                        |       |            | 0/9     |
| Votos en blanco                      |         |                        |       |            |         |
| Votos nulos                          |         |                        |       |            |         |
| Tarjetas no marcadas                 |         |                        |       |            |         |
| Total votos válidos                  |         |                        |       |            |         |

     – Partidos que no superaron el umbral

##### Concejales electos
| Concejal Electo | Partido o Coalición | Votos |
| --------------- | ------------------- | ----- |
|                 |                     |       |
|                 |                     |       |
|                 |                     |       |
|                 |                     |       |
|                 |                     |       |
|                 |                     |       |
|                 |                     |       |
|                 |                     |       |
|                 |                     |       |
|                 |                     |       |
|                 |                     |       |

### Chivolo

#### Candidatos a alcaldía
|  | 0.00 % |

|  | 0.00 % |

|  | 0.00 % |

|  | 0.00 % |

|  | 0.00 % |

|  | 0.00 % |

|  | 0.00 % |

#### Concejo municipal
| Partido / Coalición / G.S.C.                                       | Tipo    | Candidato mayor votado | Votos | Porcentaje | Curules |
| ------------------------------------------------------------------ | ------- | ---------------------- | ----- | ---------- | ------- |
| Partido Conservador Colombiano                                     | Abierta |                        |       |            | 0/11    |
| Partido Cambio Radical                                             | Abierta |                        |       |            | 0/11    |
| Movimiento Alternativo Indígena y Social MAIS                      | Abierta |                        |       |            | 0/11    |
| Partido Todos Somos Colombia                                       | Abierta |                        |       |            | 0/11    |
| Partido Liberal                                                    | Abierta |                        |       |            | 0/11    |
| Fuerza Ciudadana                                                   | Abierta |                        |       |            | 0/11    |
| Archivo:LogoDignidadyCompromiso2.png Partido Dignidad & Compromiso | Abierta |                        |       |            | 0/11    |
| Partido de la Unión por la Gente                                   | Abierta |                        |       |            | 0/11    |
| Partido En Marcha                                                  | Abierta |                        |       |            | 0/11    |
| Partido Alianza Verde                                              | Abierta |                        |       |            | 0/11    |
| Autoridades Indígenas de Colombia                                  | Abierta |                        |       |            | 0/11    |
| Votos en blanco                                                    |         |                        |       |            |         |
| Votos nulos                                                        |         |                        |       |            |         |
| Tarjetas no marcadas                                               |         |                        |       |            |         |
| Total votos válidos                                                |         |                        |       |            |         |

     – Partidos que no superaron el umbral

##### Concejales electos
| Concejal Electo | Partido o Coalición | Votos |
| --------------- | ------------------- | ----- |
|                 |                     |       |
|                 |                     |       |
|                 |                     |       |
|                 |                     |       |
|                 |                     |       |
|                 |                     |       |
|                 |                     |       |
|                 |                     |       |
|                 |                     |       |
|                 |                     |       |
|                 |                     |       |
|                 |                     |       |
|                 |                     |       |

### Ciénaga

#### Candidatos a alcaldía
|  | 0.00 % |

|  | 0.00 % |

|  | 0.00 % |

|  | 0.00 % |

|  | 0.00 % |

|  | 0.00 % |

|  | 0.00 % |

|  | 0.00 % |

|  | 0.00 % |

|  | 0.00 % |

|  | 0.00 % |

|  | 0.00 % |

|  | 0.00 % |

|  | 0.00 % |

|  | 0.00 % |

#### Concejo municipal
| Partido / Coalición / G.S.C.                                       | Tipo    | Candidato mayor votado | Votos | Porcentaje | Curules |
| ------------------------------------------------------------------ | ------- | ---------------------- | ----- | ---------- | ------- |
| Coalición PLC - MIRA                                               | Abierta |                        |       |            | 0/17    |
| Partido Ecologista Colombiano                                      | Abierta |                        |       |            | 0/17    |
| Partido de la Unión por la Gente                                   | Abierta |                        |       |            | 0/17    |
| Fuerza Ciudadana                                                   | Cerrada |                        |       |            | 0/17    |
| Movimiento Alternativo Indígena y Social MAIS                      | Abierta |                        |       |            | 0/17    |
| Polo Democrático Alternativo                                       | Abierta |                        |       |            | 0/17    |
| Autoridades Indígenas de Colombia                                  | Abierta |                        |       |            | 0/17    |
| Partido Verde Oxígeno                                              | Abierta |                        |       |            | 0/17    |
| Partido Colombia Renaciente                                        | Abierta |                        |       |            | 0/17    |
| Partido Conservador                                                | Abierta |                        |       |            | 0/17    |
| Partido Alianza Verde                                              | Abierta |                        |       |            | 0/17    |
| Partido En Marcha                                                  | Abierta |                        |       |            | 0/17    |
| Partido Demócrata Colombiano                                       | Abierta |                        |       |            | 0/17    |
| Partido Todos Somos Colombia                                       | Abierta |                        |       |            | 0/17    |
| Partido Centro Democrático                                         | Abierta |                        |       |            | 0/17    |
| Colombia Justa Libres                                              | Abierta |                        |       |            | 0/17    |
| Partido Cambio Radical                                             | Abierta |                        |       |            | 0/17    |
| Archivo:LogoDignidadyCompromiso2.png Partido Dignidad & Compromiso | Abierta |                        |       |            | 0/17    |
| Partido Alianza Democrática Amplia                                 | Abierta |                        |       |            | 0/17    |
| Votos en blanco                                                    |         |                        |       |            |         |
| Votos nulos                                                        |         |                        |       |            |         |
| Tarjetas no marcadas                                               |         |                        |       |            |         |
| Total votos válidos                                                |         |                        |       |            |         |

     – Partidos que no superaron el umbral

##### Concejales electos
| Concejal Electo | Partido o Coalición | Votos |
| --------------- | ------------------- | ----- |
|                 |                     |       |
|                 |                     |       |
|                 |                     |       |
|                 |                     |       |
|                 |                     |       |
|                 |                     |       |
|                 |                     |       |
|                 |                     |       |
|                 |                     |       |
|                 |                     |       |
|                 |                     |       |
|                 |                     |       |
|                 |                     |       |

### Concordia

#### Candidatos a alcaldía
|  | 0.00 % |

|  | 0.00 % |

|  | 0.00 % |

|  | 0.00 % |

|  | 0.00 % |

|  | 0.00 % |

#### Concejo municipal
| Partido / Coalición / G.S.C.      | Tipo    | Candidato mayor votado | Votos | Porcentaje | Curules |
| --------------------------------- | ------- | ---------------------- | ----- | ---------- | ------- |
| Partido Conservador Colombiano    | Abierta |                        |       |            | 0/11    |
| Fuerza Ciudadana                  | Abierta |                        |       |            | 0/11    |
| Partido En Marcha                 | Cerrada |                        |       |            | 0/11    |
| Partido de la Unión por la Gente  | Abierta |                        |       |            | 0/11    |
| Autoridades Indígenas de Colombia | Abierta |                        |       |            | 0/11    |
| Partido Alianza Verde             | Cerrada |                        |       |            | 0/11    |
| Partido Nuevo Liberalismo         | Cerrada |                        |       |            | 0/11    |
| Partido Liberal                   | Abierta |                        |       |            | 0/11    |
| Votos en blanco                   |         |                        |       |            |         |
| Votos nulos                       |         |                        |       |            |         |
| Tarjetas no marcadas              |         |                        |       |            |         |
| Total votos válidos               |         |                        |       |            |         |

     – Partidos que no superaron el umbral

##### Concejales electos
| Concejal Electo | Partido o Coalición | Votos |
| --------------- | ------------------- | ----- |
|                 |                     |       |
|                 |                     |       |
|                 |                     |       |
|                 |                     |       |
|                 |                     |       |
|                 |                     |       |
|                 |                     |       |
|                 |                     |       |
|                 |                     |       |
|                 |                     |       |
|                 |                     |       |
|                 |                     |       |
|                 |                     |       |

### El Banco

#### Candidatos a alcaldía
|  | 0.00 % |

|  | 0.00 % |

|  | 0.00 % |

|  | 0.00 % |

|  | 0.00 % |

|  | 0.00 % |

|  | 0.00 % |

|  | 0.00 % |

#### Concejo municipal
| Partido / Coalición / G.S.C.                                       | Tipo    | Candidato mayor votado | Votos | Porcentaje | Curules |
| ------------------------------------------------------------------ | ------- | ---------------------- | ----- | ---------- | ------- |
| Partido Colombia Renaciente                                        | Abierta |                        |       |            | 0/15    |
| Coalición CD - MIRA                                                | Abierta |                        |       |            | 0/15    |
| Autoridades Indígenas de Colombia                                  | Abierta |                        |       |            | 0/15    |
| Partido Cambio Radical                                             | Abierta |                        |       |            | 0/15    |
| Partido de la Unión por la Gente                                   | Abierta |                        |       |            | 0/15    |
| Archivo:LogoDignidadyCompromiso2.png Partido Dignidad & Compromiso | Cerrada |                        |       |            | 0/15    |
| Partido Creemos                                                    | Abierta |                        |       |            | 0/15    |
| Partido Liberal Colombiano                                         | Cerrada |                        |       |            | 0/15    |
| Polo Democrático Alternativo                                       | Abierta |                        |       |            | 0/15    |
| Partido Alianza Social Independiente                               | Abierta |                        |       |            | 0/15    |
| Fuerza Ciudadana                                                   | Abierta |                        |       |            | 0/15    |
| Movimiento Alternativo Indígena y Social MAIS                      | Abierta |                        |       |            | 0/15    |
| Partido Alianza Verde                                              | Abierta |                        |       |            | 0/15    |
| Partido Colombia Humana                                            | Cerrada |                        |       |            | 0/15    |
| Coalición Pacto Histórico                                          | Cerrada |                        |       |            | 0/19    |
| Partido Gente en Movimiento                                        | Abierta |                        |       |            | 0/15    |
| Partido Conservador Colombiano                                     | Abierta |                        |       |            | 0/15    |
| Votos en blanco                                                    |         |                        |       |            |         |
| Votos nulos                                                        |         |                        |       |            |         |
| Tarjetas no marcadas                                               |         |                        |       |            |         |
| Total votos válidos                                                |         |                        |       |            |         |

     – Partidos que no superaron el umbral

##### Concejales electos
| Concejal Electo | Partido o Coalición | Votos |
| --------------- | ------------------- | ----- |
|                 |                     |       |
|                 |                     |       |
|                 |                     |       |
|                 |                     |       |
|                 |                     |       |
|                 |                     |       |
|                 |                     |       |
|                 |                     |       |
|                 |                     |       |
|                 |                     |       |
|                 |                     |       |
|                 |                     |       |
|                 |                     |       |
|                 |                     |       |
|                 |                     |       |

### El Piñón

#### Candidatos a alcaldía
|  | 0.00 % |

|  | 0.00 % |

|  | 0.00 % |

|  | 0.00 % |

|  | 0.00 % |

|  | 0.00 % |

|  | 0.00 % |

|  | 0.00 % |

|  | 0.00 % |

|  | 0.00 % |

|  | 0.00 % |

|  | 0.00 % |

|  | 0.00 % |

### El Retén

#### Candidatos a alcaldía
|  | 0.00 % |

|  | 0.00 % |

|  | 0.00 % |

|  | 0.00 % |

|  | 0.00 % |

|  | 0.00 % |

### Fundación

#### Candidatos a alcaldía
|  | 0.00 % |

|  | 0.00 % |

|  | 0.00 % |

|  | 0.00 % |

|  | 0.00 % |

|  | 0.00 % |

|  | 0.00 % |

|  | 0.00 % |

|  | 0.00 % |

|  | 0.00 % |

|  | 0.00 % |

|  | 0.00 % |

|  | 0.00 % |

|  | 0.00 % |

|  | 0.00 % |

|  | 0.00 % |

### Guamal

#### Candidatos a alcaldía
|  | 0.00 % |

|  | 0.00 % |

|  | 0.00 % |

|  | 0.00 % |

|  | 0.00 % |

|  | 0.00 % |

|  | 0.00 % |

|  | 0.00 % |

|  | 0.00 % |

|  | 0.00 % |

|  | 0.00 % |

|  | 0.00 % |

|  | 0.00 % |

### Nueva Granada

#### Candidatos a alcaldía
|  | 0.00 % |

|  | 0.00 % |

|  | 0.00 % |

|  | 0.00 % |

|  | 0.00 % |

|  | 0.00 % |

|  | 0.00 % |

|  | 0.00 % |

|  | 0.00 % |

### Pedraza

#### Candidatos a alcaldía
|  | 0.00 % |

|  | 0.00 % |

|  | 0.00 % |

|  | 0.00 % |

|  | 0.00 % |

|  | 0.00 % |

|  | 0.00 % |

### Pijiño del Carmen

#### Candidatos a alcaldía
|  | 0.00 % |

|  | 0.00 % |

|  | 0.00 % |

|  | 0.00 % |

|  | 0.00 % |

|  | 0.00 % |

|  | 0.00 % |

### Pivijay

#### Candidatos a alcaldía
|  | 0.00 % |

|  | 0.00 % |

|  | 0.00 % |

|  | 0.00 % |

|  | 0.00 % |

|  | 0.00 % |

|  | 0.00 % |

|  | 0.00 % |

|  | 0.00 % |

### Plato

#### Candidatos a alcaldía
|  | 0.00 % |

|  | 0.00 % |

|  | 0.00 % |

|  | 0.00 % |

|  | 0.00 % |

|  | 0.00 % |

|  | 0.00 % |

|  | 0.00 % |

|  | 0.00 % |

|  | 0.00 % |

|  | 0.00 % |

|  | 0.00 % |

|  | 0.00 % |

|  | 0.00 % |

|  | 0.00 % |

### Pueblo Viejo

#### Candidatos a alcaldía
|  | 0.00 % |

|  | 0.00 % |

|  | 0.00 % |

|  | 0.00 % |

|  | 0.00 % |

|  | 0.00 % |

|  | 0.00 % |

|  | 0.00 % |

### Remolino

#### Candidatos a alcaldía
|  | 0.00 % |

|  | 0.00 % |

|  | 0.00 % |

|  | 0.00 % |

|  | 0.00 % |

|  | 0.00 % |

|  | 0.00 % |

|  | 0.00 % |

|  | 0.00 % |

### Sabanas de San Ángel

#### Candidatos a alcaldía
|  | 0.00 % |

|  | 0.00 % |

|  | 0.00 % |

|  | 0.00 % |

|  | 0.00 % |

|  | 0.00 % |

|  | 0.00 % |

### Salamina

#### Candidatos a alcaldía
|  | 0.00 % |

|  | 0.00 % |

|  | 0.00 % |

|  | 0.00 % |

|  | 0.00 % |

### San Sebastián de Buenavista

#### Candidatos a alcaldía
|  | 0.00 % |

|  | 0.00 % |

|  | 0.00 % |

|  | 0.00 % |

|  | 0.00 % |

|  | 0.00 % |

|  | 0.00 % |

|  | 0.00 % |

|  | 0.00 % |

|  | 0.00 % |